# Federação Internacional do Esporte Universitário

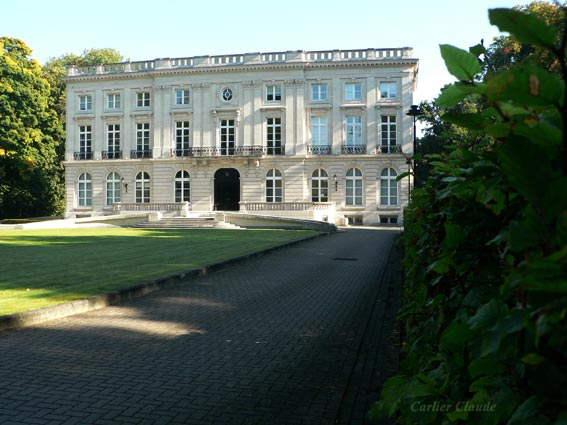
A primeira sede da FISU no Château de la Solitude.

A Federação Internacional do Esporte Universitário (em inglês:  International University Sports Federation e em francês:  Fédération Internationale du Sport Universitaire, FISU) é uma federação de instituições universitárias do mundo para organizar eventos esportivos entre as entidades afiliadas.
A federação foi criada, em 1949, e é filiada a Associação Global de Federações Esportivas Internacionais (GAISF). Congrega universidades e faculdades de 163 membros. A FISU organiza a Universíada de Verão e a de Inverno a cada dois anos e organiza anualmente o "Campeonato Universitário Mundial".
Desde 2011, sua sede, Maison du Sport International, fica em Lausanne, na Suíça. A sede anterior, Château de la Solitude, em Bruxelas, na Bélgica passou a ser, em 21 de novembro de 2012, a sede da International Foundation for the Development of University Sport.
Atualmente, é presidida por Oleg Matytsin e tem como secretário geral Eric Saintrond. O Comitê Executivo é composto por 27 membros que se reúnem duas vezes a cada ano. A alta direção executiva é composta pelo presidente, pelo vice-presidente sênior, por quatro vice-presidentes, pelo secretário geral, pelo tesoureiro e pelo assessor sênior e são os responsáveis pelo funcionamento da entidade.